# Furuta Shigekatsu
Furuta Shigekatsu (古田 重勝?; 1560 – 20 luglio 1606) fu un samurai e daimyō giapponese dei periodi  Sengoku ed Edo, servitore del clan Toyotomi.

## Biografia
Servitore di Toyotomi Hideyoshi, Shigekatsu deteneva il titolo di Hyōbu-shōkuke. Nel 1590 partecipò all'assedio di Odawara e successivamente alle invasioni Coreane venendo per questo premiato con il feudo di Matsuzaka (Ise, 37 000 koku). Nel 1600 si schierò con Tokugawa Ieyasu durante la campagna di Sekigahara, portando aiuto alle forze orientali durante l'assedio di Anotsu. Dopo la caduta di Anotsu riparò da Ieyasu e partecipò alla vittoria nella battaglia principale. Per questo i suoi domini vennero incrementati con l'aggiunta del feudo comprendente l'attuale Tsu, portando il valore delle sue entrate a 55 000 koku. Contribuì con le pietre del suo feudo alla costruzione del castello di Edo. Morì a Edo nel 1506 e venne succeduto dal figlio Shigetsune (古田 重恒?) che venne espropriato del feudo nel 1646 a seguito di rivolte interne e morì due anni dopo senza eredi.